# Eddie Canales
Eduardo Osiel Canales (12 de enero de 1948-30 de julio de 2024) fue un defensor de los derechos humanos y organizador laboral estadounidense. En un intento por promover el bienestar de los migrantes que cruzaban la frontera hacia el sur de Texas, instaló unas 200 estaciones de agua a lo largo de la frontera, algunas a lo largo de las rutas utilizadas por los inmigrantes para evitar un puesto de control a lo largo de la Ruta 281 de EE. UU.. También ayudó a coordinar misiones de rescate y, en ocasiones, ayudó en la recuperación de restos de personas que murieron por deshidratación y temperaturas extremas. Fundó el Centro de Derechos Humanos del Sur de Texas, una organización sin fines de lucro destinada a prevenir la muerte y el sufrimiento de los migrantes en la frontera.

## Biografía
Nacido de trabajadores agrícolas migrantes del Valle del Río Grande, creció en Corpus Christi (Texas). Fue criado bilingüe y aprendió a leer desde muy joven. Cuando era niño, realizó diversos trabajos para ayudar a mantener a su familia, como lustrar zapatos, barrer el piso de una barbería y limpiar una cafetería. Asistió a varias escuelas en el sur de Texas, incluida la Escuela Primaria Sam Houston en Corpus Christi. Se graduó de la escuela secundaria W. B. Ray en 1966, después de lo cual asistió a Del Mar College mientras se mantenía limpiando aviones para Eastern Airlines. En 1968 era estudiante en la Universidad de Houston, donde, impulsado por la Unión de Campesinos y la huelga de la uva en Delano, se involucró en la organización sindical. Se unió a la Organización de la Juventud Mexicanoestadounidense e hizo campaña para el Partido Raza Unida, una rama que abogaba por los derechos de los chicanos. Hizo campaña sin éxito para convertirse en representante estatal en 1976.
Después de dejar la universidad sin un título, ayudó a fundar Centro Aztlán, un centro comunitario en Houston que trabajaba con inmigrantes indocumentados. En 1986 se mudó a Denver, donde representó a los conserjes como organizador del Sindicato Internacional de Empleados de Servicios. En 1998 se convirtió en organizador de la Hermandad Unida de Carpinteros y Ebanistas de América y buscó reclutar más inmigrantes hispanos para el sindicato. Finalmente, cuando regresó a Texas, su amiga María Jiménez, otra activista por los derechos de los inmigrantes, lo alentó a involucrarse en el condado de Brooks. Fundó el Centro de Derechos Humanos del Sur de Texas en 2013, buscando mitigar las muertes de inmigrantes indocumentados que intentaban evitar un puesto de control fronterizo cercano; en 2012, se recuperaron 129 cuerpos, y se estima que alrededor de cinco veces esa cantidad no ha sido encontrada.
En 2014, Canales y otros activistas presionaron para que se aplicara una ley de Texas que obligaba a realizar pruebas de ADN a los cuerpos no identificados. También abogó por la exhumación de cuerpos no identificados en el cementerio del condado, lo que permitiría la identificación y potencialmente consolar a sus familias. Los investigadores que exhumaron a inmigrantes de fosas comunes con este fin descubrieron que algunos habían sido enterrados en bolsas para cadáveres, bolsas de basura, bolsas de compras o sin ningún contenedor. Se descubrió una bolsa para cadáveres que contenía los huesos de tres personas distintas. Hasta 2017 se habían identificado 20 cadáveres Los cuerpos fueron encontrados bajo pequeños marcadores marcados con el nombre de la funeraria local, Funeraria del Angel Howard-Williams, que los funcionarios del condado de Brooks y el vecino condado de Jim Hogg afirmaron que había recibido pagos del condado para enterrar los cuerpos de inmigrantes desde al menos 1998 y 1992 respectivamente. En 2020, apareció en el documental Missing in Brooks County. Murió el 30 de julio de 2024, después de una batalla de meses contra el cáncer de páncreas.

## Lectura adicional
- Canales, Eddie (30 de junio de 2015). Oral History Interview with Eddie Canales. Entrevista con Enriquez, Sandra; Robles, David.

- Datos: Q129998235